# Alibernet
Alibernet ist eine Rotweinsorte. Die Kreuzung der Neuzüchtung erfolgte 1950 in Odessa an der ukrainischen Ukrainskii Nauchno - Issledovadelskii Institut Vinogradarstva i Vinodeliya (Forschungsstation für Weinbau). Alibernet ist eine Kreuzung zwischen Alicante Bouschet x Cabernet Sauvignon. Sie besitzt eine gute Resistenz gegen Pilzkrankheiten wie den Echten Mehltau und den Falschen Mehltau und verfügt über eine gute Winterhärte. Neben Staaten wie die Ukraine wird die Sorte auch noch in Ungarn, Tschechien und in der Slowakei angebaut. Sie wird vor allem für Verschnitte verwendet, in die sie Farbe der Färbertraube Alicante Bouschet sowie das feine Cabernet-Aroma einbringt. Die Sorte ging in die Kreuzung der Neuzüchtungen Neronet und Rubinet ein.
Alibernet ist eine Varietät der Edlen Weinrebe (Vitis vinifera).
- Synonym: Zuchtstammnummer Semenac 1-17-4
- Abstammung:  Alicante Bouschet x Cabernet Sauvignon